# Bombdåden i Casablanca 2003
Bombdåden i Casablanca 2003 var en serie självmordsbombningar som inträffade i orten Casablanca i Marocko den 16 maj 2003. Det var den dödligaste terroristattacken i Marockos historia. Totalt dog 41 människor.